# Дело Михайлова
Дело Михайлова — скандал вокруг деятельности ЦИБ ФСБ, сотрудники которой оказались замешаны в государственной измене после участия в ряде громких уголовных дел. 31 января 2017 года был арестован начальник 2-го управления ЦИБ ФСБ Сергей Михайлов и его заместитель Дмитрий Докучаев. По делу также были арестованы руководитель отдела расследования компьютерных инцидентов «Лаборатории Касперского» Руслан Стоянов и Георгий Фомченков. Результатом дела стало полное прекращение сотрудничества России и США по киберпреступности. Беспрецедентным фактом стало обвинение арестованных в России сотрудников ЦИБ ФСБ в киберпреступности в США.

## Противостояние ЦИБ ФСБ РФ и Врублевского

### Преследование руководства компанииChronopay
В 2011—2012 гг. ЦИБ возбудил дело против владельца компании Chronopay Павла Врублевского и ряда её сотрудников. Их обвинили в организации DDoS-атаки на сервер компании Аэрофлот. 31 июля 2013 года был вынесен обвинительный приговор по делу. В процессе судебного разбирательства неизвестными были выложены в сеть Интернет оперативные и следственные материалы по делу Павла Врублевского, в том числе те, которые не были представлены в суд. Врублевский заявлял об оказании давления со стороны Михайлова на его бизнес и передаче сведений западным спецслужбам.

### Попытки получения доступа к данным авторов и комментаторов roem.ru
Весной 2011 года Юрий Синодов (главный редактор roem.ru) получил от сотрудников ЦИБ ФСБ официальный запрос за подписью Михайлова Сергея Юрьевича, начальника 2-го оперативного управления ЦИБа, на предоставление данных об одном из авторов статьи на сайте. В ответ им был послан собственный запрос в прокуратуру с просьбой разъяснить, законны ли действия сотрудников ЦИБ. Прокуратура ответила, что действия ФСБ незаконны, при этом Синодов данные сотрудникам ЦИБ не предоставил. Синодов заявил, что ранее сотрудники ЦИБ просили его предоставить информацию об авторах некоторых комментариев к статьям на сайте.

### Шпионский скандал в начале 2017 года
31 января 2017 года агентство «Интерфакс» сообщило со ссылкой на свои источники, что начальник 2-го управления ЦИБ ФСБ Сергей Михайлов и его заместитель старший оперуполномоченный 2-го отдела планирования ЦИБ ФСБ Дмитрий Докучаев, арестованные в рамках дела о государственной измене, сотрудничали с ЦРУ США.

### Хронология

#### Дело «Аэрофлота»
С 11 июля 2010 года из-за DDoS-атаки на сервера платёжной системы Assist на неделю перестало быть доступным бронирование авиабилетов на веб-сайте авиакомпании «Аэрофлот».
24 июня 2011 года Лефортовский суд Москвы санкционировал арест Павла Врублевского. Арест был произведен по ходатайству следственного управления ФСБ при поддержке ЦИБ ФСБ РФ. Врублевский вернулся с семьей в Москву с Мальдивских островов и был арестован в аэропорту «Шереметьево». ФСБ обвинила Врублевского в заказе DDoS-атаки на сайт конкурирующей платежной системы «Ассист». Тогда была выведена из строя система продаж электронных билетов «Аэрофлота», из-за чего авиакомпания ушла от «Ассиста» к «Альфа-банку». «Аэрофлот» также подал иск на 194 млн руб. к «ВТБ-24», которая через «Ассист» обеспечивала «Аэрофлоту» процессинг платежей.
Следующие полгода Врублевский находился в СИЗО «Лефортово». После освобождения из-под стражи Врублевский готовился к продаже ChronoPay, покупателем должен был выступить крупный государственный банк.
Адвокат Врублевского утверждал, что дело полностью сфабриковано, и требовал привлечь к ответственности сотрудников ФСБ. Уголовное дело отправлялось на доследование по курьезному обстоятельству — следствие ФСБ перепутало (а Генеральная Прокуратура это подтвердила в обвинительном заключении) номер федерального закона, по которому привлекался Врублевский: вместо 26-ФЗ (статьи 272 неправомерный доступ и 273 создание и использование вирусов) вменялся 28-ФЗ, закон о ратификации соглашения РФ и стран Азии по созданию совместного наркоцентра. Впоследствии обвинение в 273 статье было снято Тушинским районным судом ввиду истекшего срока давности.
Причины и мотивы уголовного преследования Врублевского активно муссировались в прессе. Так, в статье Ирека Муртазина в Новой Газете утверждалось, что несмотря на то, что Врублевского преследует ЦИБ ФСБ, он, возможно, является агентом или партнёром «Управления К» ФСБ по незаконному выводу денежных средств из страны. Никаких фактов, кроме ряда оценочных суждений, подтверждающих такое мнение, в этой статье не приводится. Сотрудники компании Chronopay, принадлежащей Врублевскому, утверждали, что его арест связан с попыткой рейдерского захвата компании, но дальнейшего публичного подтверждения этому не было.
В мае 2013 года в блоге Павла Врублевского были приведены доказательства того, что следственные органы занимались подделкой документов, включая датировку произведённых экспертиз и их содержание, изменение упаковки конфискованного ноутбука и содержания осмотренных во время экспертизы дисков и т. д. В частности, Врублевский указал, что, судя по тексту экспертизы, проведённой компанией Group-IB по поручению следствия, эта экспертиза опиралась на материалы, полученные из Лаборатории Касперского через десять месяцев после её проведения. Защита утверждала, что подписи понятых подделаны. Хотя трое из четырёх понятых отказались дать свои подписи для экспертизы, защита смогла провести экспертизу по образцам с повесток. Экспертиза показала что в уголовном деле подписи были сделаны другим человеком. Сам Врублевский имел неосторожность позвонить лично понятому Евсееву. Тот будучи близким другом следователя Дадинского написал заявление в суд, о том что он опасается за свою жизнь, при этом никак не объяснив чего именно он опасается, и суд снова арестовал Врублевского 6 июня 2013 года..
31 июля 2013 года состоялось судебное заседание по делу о DDoS-атаке на сайт системы Assist, в ходе которого Павел Врублевский был признан судом заказчиком атаки на Assist «с целью его уничтожения» и приговорён к 2,5 годам заключения в колонии общего режима. Игорь и Дмитрий Артимовичи, проходившие по делу в качестве соучастников получили также 2,5 года колонии общего режима, а Максим Пермяков получил два года условно «за деятельное раскаяние и помощь следствию».
Через несколько месяцев Московский Городской Суд смягчил наказание Врублевскому и другим подсудимым на колонию-поселение.
Мотив преступления при этом, по сути, остался нерасследованным, поскольку в рамках суда выяснилось, что первоначальная версия следствия о коммерческом умысле в атаке платежной системы Assist с целью устранения её как конкурента неверна, поскольку до начала атаки обвиняемым уже было известно о скором отказе Аэрофлота от использования Assist, а сторона обвинения так и не представила достоверных данных о мотиве, ссылаясь на «месть» и тому подобные поводы.
Отбывая срок наказания, Павел Врублевский работал пожарным на пожарной станции при колонии.
27 мая 2014 года Врублевский был условно-досрочно освобождён из колонии.

#### Шпионский скандал 2017 года
Следственные действия по делу о DDoS-атаке продолжились в 2016 году.
В декабре 2016 года по обвинению в государственной измене арестованы сотрудники ЦИБ ФСБ Сергей Михайлов, Дмитрий Докучаев, руководитель отдела расследований киберпреступлений Лаборатории Касперского Руслан Стоянов, а также Георгий Фомченков. После этого в крупнейших международных СМИ опубликовали сведения, согласно которым дело Аэрофлота опять попало в новости, поскольку, исходя из новых данных, настоящей причиной преследования Врублевского являлись его материалы расследования в отношении Михайлова и остальных арестованных ещё в 2010 году, на основании которых он конфиденциально обвинил данную группу лиц в работе на зарубежные спецслужбы с целью раскрутки мифа о российской киберпреступности. В конечном счёте данная группа лиц смогла успешно сфабриковать дело в отношении самого Врублевского. При этом в 2016 году был пролит свет на раннее расследование Врублевского и группа Михайлова была арестована УСБ ФСБ России.
В январе 2017 года стало известно, что перед арестом сотрудников ФСБ был задержан журналист Владимир Аникеев — глава сайта хакерской группы «Шалтай-Болтай», известной также как «Анонимный интернационал», который взламывал почту российских предпринимателей и высокопоставленных чиновников. В январе «Росбалт» рассказал об обстоятельствах поимки Аникеева: ФСБ задержала его ещё в октябре 2016 года, и позднее по его показаниям были арестованы высокопоставленные сотрудники ФСБ — Дмитрий Докучаев и его начальник Сергей Михайлов. Их обвинили в госизмене и сотрудничестве с ЦРУ.
В феврале 2017 года агентство Reuters сообщило о том, что дело о госизмене в ФСБ связано с показаниями Врублевского от 2010 года.
В марте 2017 года Министерство юстиции США объявляет о причастности Сергея Михайлова и Дмитрия Докучаева к взлому 500 млн почтовых аккаунтов Yahoo.
В том же месяце публикуются сведения о том, что обвинение в госизмене непосредственно связано с передачей данных о деятельности Павла Врублевского иностранным спецслужбам еще в 2010 году.
В ответ на аресты США обвинили ряд тех же сотрудников ФСБ в кибер-преступности и объявило в международный розыск, разместив их фотографии на сайте ФБР, что в результате привело к полному разрыву сотрудничества между США и Россией по кибер-преступности.
12 июня 2017 на значительную часть документов по «делу Михайлова» наложен гриф «секретно», сообщает «Росбалт» со ссылкой на осведомлённый источник.

## Суд
По сообщению газеты «Коммерсант», 26 сентября 2018 года в Главной военной прокуратуре были утверждены обвинительные заключения, и два уголовных дела в отношении С. Михайлова и его сообщников переданы в Московский окружной военный суд для их рассмотрения. Судебный процесс будет идти в закрытом режиме.
26 февраля 2019 года Руслан Стоянов и Сергей Михайлов были осуждены за госизмену на 14 и 22 года строгого режима соответственно.
10 апреля 2019 года Московский окружной суд вынес приговор последнему фигуранту громкого уголовного дела о шпионаже. Бывший оперуполномоченный Центра информационной безопасности (ЦИБ) ФСБ России Дмитрий Докучаев, передававший, по версии следствия, диски с секретной информацией спецслужбам иностранных государств, получил шесть лет колонии строгого режима.